# Anthony Hecht
Anthony Evan Hecht (16 janvier 1923 – 20 octobre 2004) est un poète américain. Son œuvre combine un intérêt profond pour la forme avec un désir passionnel de confronter les horreurs de l'histoire du 20e siècle comme la Seconde Guerre mondiale, pendant laquelle il a combattu, et la Shoah.

## Biographie

### Jeunesse

#### Études
Anthony Hecht est né à New York dans une famille Germano-juive. Il va dans plusieurs écoles de la ville — il sera camarade de classe de Jack Kerouac à la Horace Mann School (en) — mais il ne montre pas de grandes aptitudes aux études. Cependant, en première année au Bard College à New York il découvre les écrits de Wallace Stevens, W. H. Auden, T. S. Eliot et Dylan Thomas. C'est à ce moment qu'il décide de devenir poète. Les parents de Hecht ne sont pas ravis de ce projet et essaient de l'en dissuader ainsi qu'un ami de la famille Ted Geisel, auteur de livres pour enfants.

#### Service militaire
En 1944, après avoir terminé sa dernière année à Bard, Hecht est incorporé dans la 97e division d'infanterie de l'armée américaine et envoyé sur les champs de bataille en Europe. Il assiste aux combats en Allemagne dans la poche de la Ruhr et à Egra en Tchécoslovaquie. 
Son expérience la plus marquante advient le 23 avril 1945 quand la division de Hecht contribue à libérer le Camp de concentration de Flossenbürg. Hecht a pour mission de recueillir les témoignages de prisonniers français dans le but de rassembler des preuves contre les chefs du camp. Des années plus tard, Hecht dit avoir été très éprouvé par cette expérience.

### Carrière professionnelle
Après la guerre, Anthony Hecht est envoyé au Japon, où il est employé dans le journal des troupes américaines Stars and Stripes. Il rentre aux États-Unis en mars 1946 et profite tout de suite de la bourse d'études des anciens combattants du G.I. Bill pour étudier sous la direction du poète et critique John Crowe Ransom au Kenyon College dans l'Ohio. Là il rencontre de poètes comme Randall Jarrell, Elizabeth Bishop et Allen Tate. Il y réussit un master de l'Université Columbia. En 1947 Hecht s'inscrit à l'Université de l'Iowa et enseigne à l'Iowa Writers' Workshop, un programme d'écriture créative, avec l'écrivain Robie Macauley (en), avec lequel il a servi pendant la guerre, mais, souffrant de trouble de stress post-traumatique causé par la guerre il abandonne pour entrer en psychothérapie.
Hecht publie son premier recueil, A Summoning of Stones, en 1954. Même à cette époque, la poésie de Hecht est souvent comparée à celle de Auden, avec il est devenu ami en 1951 durant des vacances sur l'île italienne d'Ischia, où Auden passe chaque été. En 1993 Hecht publie The Hidden Law, une lecture critique des écrits de Auden. Dans son deuxième livre, The Hard Hours, Hecht transmet pour la première fois sa propre expérience de la Seconde Guerre Mondiale dont le souvenir lui a causé dun trouble psychique en 1959. Hecht a passé trois mois à l'hôpital à la suite de sa crise, cependant il a été épargné par la thérapie par choc électrique, contrairement à Sylvia Plath, qu'il avait rencontrée alors qu'il enseignait au Smith College.
La principale source de revenus de Hecht est l'enseignement de la poésie, principalement à l'Université de Rochester où il enseigne de 1967 à 1985. Il enseigne aussi dans d'autres institutions comme Smith, Bard, Université Harvard, Georgetown, et Yale. Entre 1982 et 1984, il occupe la position prestigieuse de Poet Laureate Consultant in Poetry to the Library of Congress. Hecht gagne nombre de prix littéraires comme le Prix Pulitzer de la poésie en 1968 pour The Hard Hours, le Bollingen Prize en 1983, le Ruth Lilly Poetry Prize en 1988, le Aiken Taylor Award for Modern American Poetry en 1989, le prix 1997 de l'Academy of American Poets et la Médaille Robert Frost de 1999/2000.

### Décès
Anthony Hecht meurt le 20 octobre 2004 à son domicile de Washington. Il est enterré au cimetière du Bard College. Un mois plus tard, le 17 novembre, Hecht reçoit la National Medal of Arts, accepté par sa veuve, Helen Hecht.

### Poésie
- A Summoning of Stones (1954)
- The Hard Hours (1967)
- Millions of Strange Shadows (1977)
- The Venetian Vespers (1979)
- The Transparent Man (1990)
- Flight Among the Tombs (1998)
- The Darkness and the Light (2001)

### Traduction
- Aeschylus's Seven Against Thebes (1973) (avec Helen H. Bacon (en))

### Autres œuvres
- Obbligati: Essays in Criticism (1986)
- The Hidden Law: The Poetry of W. H. Auden (1993)
- On the Laws of the Poetic Art (1995)
- Melodies Unheard: Essays on the Mysteries of Poetry (Johns Hopkins University Press) (2003)
- Literary Genius: 25 Classic Writers Who Define English & American Literature (2007)